# П'єр ле Гран
П'єр ле Гран (фр. Pierre le Grand) — французький буканьєр, який імовірно діяв у XVII столітті. Він відомий історії лише з одного джерела, «Буканьєри Америки» Александра Ексквемеліна, і тому його історичне існування було поставлене під сумнів.

## Біографія
П'єр народився в Дьєпі, Франція. Нічого не відомо про його життя до прибуття в Тортугу в середині XVII століття.

## Напад на іспанський галеон

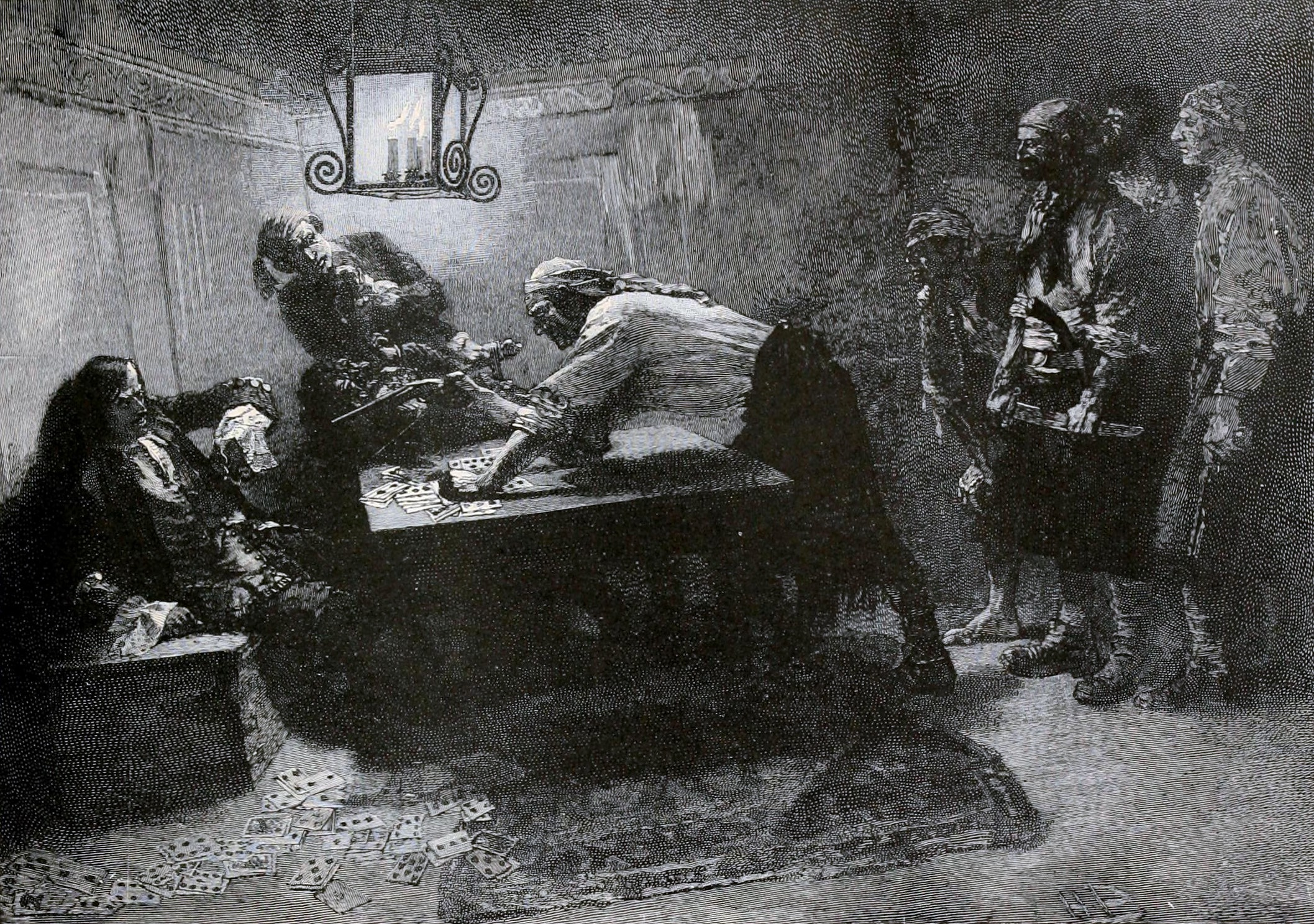
П'єр Ле Гран застає іспанського капітана зненацька у своїй каюті. Гравюра Говарда Пайла.

П'єр ле Гран відомий лише своїм нападом на іспанський галеон біля узбережжя Еспаньйоли в XVII столітті. Точне місце нападу невідоме; Ексквемелін в одному місці каже, що місцем злочину були острови Кайкос, а в іншому місці напад на мис Тібурон, біля південно-західного узбережжя Еспаньйоли.
П'єр набрав команду з 28 чоловік на один невеликий човен і відплив на пошуки іспанських кораблів для пограбування. Після довгої безрезультатної подорожі його піратська група помітила корабель, який відстав від іспанського Срібного флоту. Вони проголосували за те, щоб переслідувати його, і незабаром після заходу сонця непомітно потяглися поруч зі своєю здобиччю.
Легенда говорить, що П'єр наказав хірургу екіпажу прорізати дірку в борту їхнього власного човна та потопити його, щоб надихнути людей на найзавзятіший бій через відсутність засобів для відступу. Потім пірати піднялися на борт галеона, озброївшись мечами та пістолетами .
Сюрприз був повний. Пірати захопили капітана галеона зненацька, коли він грав у карти у власній каюті. Люди П'єра також захопили збройову кімнату, вбивши іспанських охоронців і не давши решті іспанської команди отримати зброю для захисту себе та свого корабля. Матросам галеона не залишалося нічого іншого, як здатися.
Тоді П'єр Ле Гран примусив частину іспанського екіпажу до себе на службу, решту висадив на берег (імовірно, на Еспаньйолу) і відвіз свій захоплений корабель і своїх людей до Франції. Потім він зникає з історії. Проте є певні ознаки того, що він міг емігрувати до Канади, оскільки його ім'я з'являється в імміграційних записах як прибуття до Монреаля в 1653 році.